# Zgrada, Tomislavov trg 7 (Samobor)
Zgrada na Tomislavovom trgu 7, građevina u mjestu i gradu Samobor, zaštićeno kulturno dobro.

## Opis
Stambeno - poslovna građevina na Trgu kralja Tomislava 7 u središtu Samobora sagrađena je u prvoj polovici 19. stoljeća. To je jednokatna ugrađena građevina tlocrtno u obliku slova L pokrivena dvostrešnim krovištem. Glavno pročelje prati zavojitu liniju Trga te je jugoistočni dio pročelja blago istaknut u odnosu na njegov jugozapadni dio. U središnjoj osi nalazi se veža flankirana po jednim lokalom. Reprezentativne prostorije kata orijentirane su prema Trgu, a pomoćne prostorije prema dvorištu. Pripadajući gospodarski objekt adaptiran je i prenamijenjen u restoran “Samoborska klet”. Lokali imaju češki, a veža bačvasti svod, dok su u restoranu djelomično sačuvani drveni grednici ožbukanog podgleda.

## Zaštita
Pod oznakom RZG-0642-1974. zaveden je kao nepokretno kulturno dobro - pojedinačno, pravna statusa zaštićena kulturnog dobra, klasificirano kao "profalna graditeljska baština".